# Ingyenes utazási bérlet
Az ingyenes utazási bérlet a közösségi közlekedést használó utasok egy bizonyos csoportjának kiváltsága, hogy a tömegközlekedési szolgáltatást vegyenek igénybe menetdíj megfizetése vagy jegy bemutatása nélkül. Előfordulhat, hogy be kell mutatniuk személyi igazolványukat az életkor ellenőrzéséhez vagy a munkáltatójuk vagy más támogató szervezet által készített igazolványt.

## Utastípusok
A következő utasok néha ingyenesen utazhatnak a közlekedési szolgáltatóknál:
- Diákok
- Idősek
- Mozgáskorlátozottak
- bizonyos kor alatti gyermekek
- A közlekedési cég alkalmazottai és családtagjai
- Közalkalmazottak és katonák

## Finanszírozás
Az utasok számára az ingyenes utazást az alábbiak finanszírozhatják:
- nemzeti-, regionális- vagy helyi önkormányzatok adózás útján
- kereszttámogatás más utasoktól
- munkaadók az alkalmazottaik számára
- iskolák vagy egyetemek számára a hallgatói díjak vagy az oktatás finanszírozása révén